# Ana Ortiz
Ana Ortiz (ur. 25 stycznia 1971 roku w Nowym Jorku) – amerykańska aktorka o latynoskich korzeniach, znana przede wszystkim z serialu Brzydula Betty.

## Życiorys
Ana Ortiz urodziła się na Manhattanie w USA. Jej ojciec był pierwszym portorykańskim radcą miejskim w Filadelfii, a matka pracowała z autystycznymi dziećmi. Jej dziecięcym marzeniem było zostanie baletnicą ale mimo ośmiu lat treningów doznała kontuzji, która wykluczyła kontynuację tej dyscypliny. Ortiz uczęszczała do La Gwardia High School of the Performing Arts ćwicząc tam swój głos. Jej późniejszą szkołą był University of Arts w Filadelfii. Jej debiut nastąpił w regionalnym teatrze w sztuce Dangerous Liaisons. Ana gościnnie pojawiła się w takich serialach jak Nowojorscy gliniarze, Doktor Quinn, Gorące Hawaje i Ostry dyżur oraz w filmach King of L.A i Tortilla Heaven. Obecnie gra jedną z pierwszoplanowych ról w popularnym serialu Brzydula Betty, a po jej zakończeniu, w Pokojówkach z Beverly Hills.

## Filmografia
| Filmy/seriale                                                                | Postać                               |
| ---------------------------------------------------------------------------- | ------------------------------------ |
| Pokojówki z Beverly Hills (Devious Maids, od (2013)                          | Marisol Deering (wcześniej „Duarte”) |
| Little Girl Lost: The Delimar Vera Story (2008)                              | Valerie Valleja                      |
| Brzydula Betty (Ugly Betty) (2006)                                           | Hilda Suarez                         |
| Nowe przygody starej Christine (New Adventures of Old Christine, The) (2006) | Belinda                              |
| Blind Justice (2005)                                                         | Letitia Barreras                     |
| Odległy front (Over There) (2005)                                            | Support Group Mother                 |
| Freddie (2005–2006)                                                          | Gina                                 |
| Gorące Hawaje (North Shore) (2004–2005)                                      | Ana Green                            |
| Life on Parole (2003)                                                        | Loretta                              |
| A.U.S.A. (2003)                                                              | Ana Rivera                           |
| Wczoraj jak dziś (Do Over) (2002)                                            | Pani Rice                            |
| Jak rozkochać milionera (Kristin) (2001)                                     | Santa Clemente                       |
| Doktor Quinn (Dr. Quinn Medicine Woman: The Movie) (1999)                    | Ciężarna kobieta                     |
| Wszyscy kochają Raymonda (Everybody Loves Raymond) (1996–2005)               | Natasha Leonetti                     |
| Ostry dyżur (ER) (1994)                                                      | Laura                                |
| Nowojorscy gliniarze (NYPD Blue) (1993–2005)                                 | Luisa Lopez                          |